# WEB
WEB är ett system för litterat programmering som utvecklades 1984 av Donald Ervin Knuth. Två program, WEAVE och TANGLE, används för att utifrån ett WEB-dokument generera TeX- resp. Pascal-kod. Knuths TeX och Metafont är två program som är skrivna i WEB. Dokumentationen till dessa program finns i bokform; TeX: The Program resp. METAFONT: The Program.
WEB har i CWEB fått en uppföljare som använder programspråket C i stället för Pascal.